# Войтенко, Борис Романович
Борис Романович Войтенко (1898, Николаев, Херсонская губерния, Российская империя — 1946 Николаев, Украинская ССР, СССР) — советский футболист, вратарь.

## Карьера
Игровая карьера вратаря началась с 1913 году в «Спортивном клубе», с которым несколько лет подряд Борис выигрывал чемпионат города. В период с 1918 по 1933 года играл в сборной города Николаева. Принял участие во множестве междугородных матчей. В составе сборной города — серебряный призёр чемпионата УССР 1927 года. Несколько игр провёл в редко игравшей тогда сборной Украины.
В 1932 году в числе первых николаевцев был удостоен звания судьи республиканской категории по футболу. Первый тренер футбольных вратарей города Николаева. Первый в истории тренер запорожского «Металлурга» (в 30—х. годах XX в. — «Сталь» (Запорожье)). В период с 1939 по 1940 года — старший тренер николаевского «Судостроителя». Войну пережил в эвакуации, а вернувшись, начал собирать команду, благодаря чему уже в 1946 году николаевцы вновь играли в чемпионате СССР.